# Sergueï Priakhine
Sergueï Vassilievitch Priakhine - en russe : Сергей Васильевич Пряхин, et en anglais : Sergei Pryakhin- (né le 7 décembre 1963 à Moscou en URSS) est un joueur professionnel russe de hockey sur glace.

## Biographie

### Carrière de joueur
En 1981, il commence sa carrière avec les Krylia Sovetov dans le championnat d'URSS. Il est choisi en 1988 au cours du repêchage d'entrée dans la Ligue nationale de hockey par les Flames de Calgary au 12e tour, en 252e position. En 1988, il part en Amérique du Nord et devient le premier joueur international soviétique à jouer dans la LNH, le 30 mars 1989. Il a remporté avec les Flames la Coupe Stanley 1989. Il a ensuite évolué en Suisse, en Finlande, au Japon et en Russie. Il met un terme à sa carrière en 2000.

### Carrière internationale
Il a représenté l'URSS au niveau international. Il compte 45 sélections pour quatre buts.

## Statistiques

### En club
| Saison     | Équipe                     | Ligue         |    | Saison régulière | Saison régulière | Saison régulière | Saison régulière | Saison régulière |    | Séries éliminatoires | Séries éliminatoires | Séries éliminatoires | Séries éliminatoires | Séries éliminatoires |
| Saison     | Équipe                     | Ligue         | PJ | B                | A                | Pts              | Pun              | PJ               | B  | A                    | Pts                  | Pun                  |                      |                      |
| 1981-1982  | Krylia Sovetov             | URSS          |    | 4                | 5                | 9                | 0                |                  |    |                      |                      |                      |                      |                      |
| 1982-1983  | Krylia Sovetov             | URSS          | 35 | 11               | 9                | 20               | 18               |                  |    |                      |                      |                      |                      |                      |
| 1983-1984  | Krylia Sovetov             | URSS          | 44 | 18               | 13               | 31               | 24               |                  |    |                      |                      |                      |                      |                      |
| 1984-1985  | Krylia Sovetov             | URSS          | 32 | 14               | 9                | 23               | 10               |                  |    |                      |                      |                      |                      |                      |
| 1985-1986  | Krylia Sovetov             | URSS          | 39 | 12               | 13               | 25               | 16               |                  |    |                      |                      |                      |                      |                      |
| 1986-1987  | Krylia Sovetov             | URSS          | 40 | 12               | 20               | 32               | 18               |                  |    |                      |                      |                      |                      |                      |
| 1987-1988  | Krylia Sovetov             | URSS          | 44 | 10               | 15               | 25               | 16               |                  |    |                      |                      |                      |                      |                      |
| 1988-1989  | Krylia Sovetov             | URSS          | 44 | 11               | 15               | 26               | 23               |                  |    |                      |                      |                      |                      |                      |
| 1988-1989  | Flames de Calgary          | LNH           | 2  | 0                | 0                | 0                | 2                | 1                | 0  | 0                    | 0                    | 0                    |                      |                      |
| 1989-1990  | Golden Eagles de Salt Lake | LIH           | 3  | 1                | 0                | 1                | 0                | --               | -- | --                   | --                   | --                   |                      |                      |
| 1989-1990  | Flames de Calgary          | LNH           | 20 | 2                | 2                | 4                | 0                | 2                | 0  | 0                    | 0                    | 0                    |                      |                      |
| 1990-1991  | Golden Eagles de Salt Lake | LIH           | 18 | 5                | 12               | 17               | 2                | --               | -- | --                   | --                   | --                   |                      |                      |
| 1990-1991  | Flames de Calgary          | LNH           | 24 | 1                | 6                | 7                | 0                | --               | -- | --                   | --                   | --                   |                      |                      |
| 1992-1993  | Krylia Sovetov             | Superliga     | 20 | 4                | 4                | 8                | 10               |                  |    |                      |                      |                      |                      |                      |
| 1992-1993  | ZSC Lions                  | LNA           | 23 | 12               | 5                | 17               | 12               | 4                | 2  | 1                    | 3                    | 4                    |                      |                      |
| 1993-1994  | ZSC Lions                  | LNA           | 29 | 19               | 15               | 34               | 20               | --               | -- | --                   | --                   | --                   |                      |                      |
| 1994-1995  | Kiekko-Espoo               | SM-liiga      | 50 | 13               | 20               | 33               | 49               | 4                | 1  | 4                    | 5                    | 0                    |                      |                      |
| 1995-1996  | Kiekko-Espoo               | SM-liiga      | 49 | 9                | 24               | 33               | 53               | --               | -- | --                   | --                   | --                   |                      |                      |
| 1996-1997  | Kiekko-Espoo               | SM-liiga      | 50 | 15               | 25               | 40               | 53               | 4                | 0  | 0                    | 0                    | 2                    |                      |                      |
| 1997-1998  | Kiekko-Espoo               | SM-liiga      | 46 | 11               | 24               | 35               | 24               | 8                | 3  | 3                    | 6                    | 0                    |                      |                      |
| 1998-1999  | Oji Eagles                 | Japon         | 19 | 6                | 10               | 16               | 0                |                  |    |                      |                      |                      |                      |                      |
| 1999-2000  | Krylia Sovetov             | Vyschaïa liga | 23 | 4                | 5                | 9                | 14               |                  |    |                      |                      |                      |                      |                      |
| Totaux LNH | Totaux LNH                 | Totaux LNH    | 46 | 3                | 8                | 11               | 2                | 3                | 0  | 0                    | 0                    | 0                    |                      |                      |